# Шахр Бану

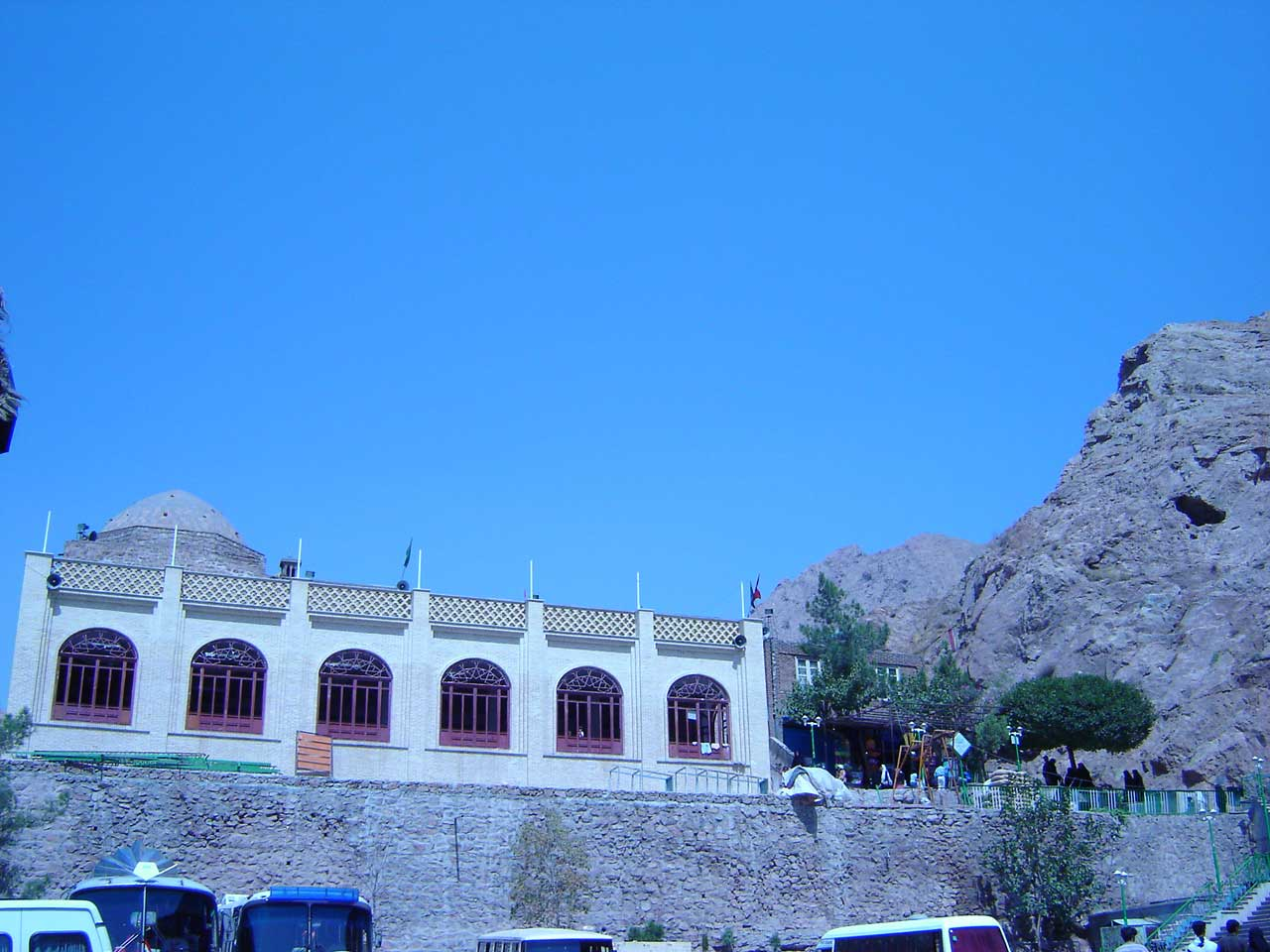
Святыня Шахр Бану в Тегеране

Шахр Бану (перс. شهربانو‎ — досл. «государыня») — дочь последнего Сасанидского царя Йездегерда III, жена третьего имама Хусейна.
В шиитской традиции считается, что после покорения Ирана арабами Шахр Бану была вывезена в Медину, где при поддержке имама Али ибн Абу Талиба вышла замуж за Хусейна и родила ему сына Али, более известного под именем Зейн аль-Абидин, четвертого шиитского имама.
Сунниты и их большинство ученых отрицают существование Шахр Бану и утверждают, что между дочерью Йездегерда и женой имама Хусейна нет ничего общего. В то же время, согласно шиитской версии, Шахр Бану знала о своем предназначении стать женой имама задолго до разгрома державы своего отца: во сне к ней явился дух дочери пророка Фатимы и предсказал её судьбу. Тогда же царевна увидела лицо имама Хусейна, а спустя годы узнала его, будучи в плену.
Согласно одной истории связаной со смертью Шахр Бану. Имам Хусейн перед битвой в Кербеле, в которой он сам погибнет, отправил жену в Персию на собственном коне. Однако в Рее враги настигли царевну и устроили ей западню. Тогда Шахр Бану поскакала прямо на отвесную скалу, и гора, разверзшись, поглотила её вместе с конём имама.